# Filippo Panseca
(Pierre Restany, 2001)
Filippo Panseca (Palermo, 5 marzo 1940 – Pantelleria, 24 novembre 2024) è stato un artista, designer e scenografo italiano.

## Biografia
Artista poliedrico e ricercatore, insieme a Laurence Gartel era considerato uno dei due padri della computer art. Fu fondatore in Italia della prima cattedra di Computer Art presso l'Accademia di Belle Arti di Brera nel 1991.
Panseca fu sempre attento a qualsiasi innovazione tecnologica, dalla fotografia al film e al video, da elementi meccanici, opere cinetiche, elettronici, luci e suoni, all'Arte biodegradabile, dai minerali - come fosforo e fluoro - alle opere immateriali da inviare attraverso satelliti, alle plastiche fotosensibili e al computer. 
Docente di figura ed ornato modellato al liceo artistico di Palermo dal 1964 al 1967, fondò nel 1965 il Gruppo Tempo Sud. Nel 1965, Filippo Panseca e Renato Guttuso furono gli unici siciliani inviati alla Quadriennale di Roma. Nel 1968 si trasferì a Milano e con Jacopo Gardella, il gruppo MID (Antonio Barrese, Alfonso Grassi, Gianfranco Laminarca e Alberto Marangoni) e Studio DIPPI (Sandra Delfino, Filippo Panseca, Michele Platania) vinse il concorso per l'allestimento del Padiglione Italia della Triennale di Milano.
Nel 1969 espose nella galleria di Lucio Amelio e nella galleria L'Obelisco con la mostra Fluidi Itineranti curata da Gillo Dorfles e nel 1970 realizzò Lili, presentata alla galleria Apollinaire di Milano: un modulo componibile all'infinito, a duplice accensione intermittente, e di una durata di vita di tre anni. 
Partecipò nel 1971 a Videobelisco, una rassegna dei primi esempi di videoarte italiana alla Galleria l'Obelisco di Roma con Vincenzo Agnetti, Gianni Colombo, Balla-Strawinski-Diaghilev, Franco Berdini, Cristoforo, Luca Maria Patella, Attilio Pirelli, Giovanni Valentini e Renato Roccamo, curata da Francesco Carlo Crispolti.
Nel 1970 dette inizio all'Arte biodegradabile: teorici di questo nuovo movimento artistico erano Pierre Restany e Guido Ballo. Dal 1972 espose presso le gallerie di Leo Castelli a New York, di Lara Vincy a Parigi, alla galleria del Naviglio di Renato Cardazzo a Milano, Renato Roccamo alla Galleria Studio la Città di Verona e alla galleria dell'Obelisco di Roma.
Nel 1973 espose alla XV Triennale di Milano per la mostra a tema “Habitat” alcuni moduli abitativi con applicazioni di plastiche fotosensibili.
Nel 1975 riuscì a produrre opere da trasmettere via satellite contemporaneamente in ogni parte del mondo eseguendo un esperimento a Milano con Pierre Restany presso la Rank Xerox. Il 17 e il 18 gennaio 1976 il quotidiano La Repubblica offrì ai lettori a 150.000 lire una sua opera tirata in 330.000 copie che ripeterà con il settimanale ABC e il mensile Prova Radicale. Lo stesso anno si auto-espose ad Art Basel presso le più gallerie importanti partecipanti: tale gesto l'anno dopo venne ripetuto in tutti i Padiglioni dei Paesi partecipanti alla Biennale di Venezia.
Nel 1979 a San Francisco elaborò e stampò le prime immagini con un computer. A Milano nel 1980 con un computer monocromatico, una telecamera e un digitalizzatore, elaborò una serie di immagini che, una volta stampate, vennero presentate alla galleria d'arte del Naviglio di Milano. 
Nel 1981 realizzò l'installazione di una Vittoria Alata effimera biodegradabile in 30 giorni sulla mano del Napoleone di Canova nel Cortile dell'Accademia di belle arti di Brera. Nel 1982, invitato alla XL Biennale di Venezia al Padiglione Italia, espose una sfera biodegradabile in 60 giorni e venti opere su "Fotodegradabilità o Inquinamento Estetico?" con testo critico di Tommaso Trini. Lo stesso anno invitato ad Art Basel 6 proietta il film "Degradable sphere".
Nel 1986 venne invitato da Tommaso Trini ad esporre il video "Immagini Digitali Fotodegradabili" alla Biennale di Venezia e partecipò alla Triennale di Milano presentando “Il Luogo del lavoro di Filippo Panseca”, una valigia-contenitore di tutto, di sogni e strumenti per attuarli; la casa e lo studio, la cucina e la biblioteca, unendo l'arte con la scienza e la vita, il sogno e la realtà. 

La "piramide multimediale" di Filippo Panseca durante un discorso di Bettino Craxi

Divenne noto negli anni Ottanta come realizzatore di innovative scenografie per i congressi del Partito Socialista Italiano, inventore del garofano rosso nel simbolo elettorale: celebri il tempio di Rimini e la piramide telematica eretta nel 1989 nell'area Ansaldo di Milano.
Collaborò come scenografo con La Scala di Milano con la Rai, Mediaset e Rete A e come designer per Kartell, Onlywood, Martini, Arteluce, Fiorucci e Baghetti.
Nel 1988 fu tra i fondatori del movimento Arte Ricca a Torino e partecipò a tutte le mostre del gruppo in Italia e all'estero. Nei primi anni novanta, brevettò e realizzò Swart Art O Mat, un distributore automatico di opere d'arte programmabile a distanza e utilizzabile attraverso banconote o carta di credito. Il fruitore era invitato a scegliere un'opera che, dopo aver inserito una banconota di 50.000 lire o una carta di credito, veniva automaticamente stampata dalla macchina con la firma digitale dell'autore e un numero progressivo. L'opera, inoltre, era automaticamente incorniciata con blister trasparente, esempio massimo di automatizzazione del fare artistico.
Sempre forte fu l'interesse dell'artista nel rapporto tra arte, tecnologia e ambiente. Nel 2002 realizzò in Cina la city car elettrica 2be un'auto che ha una autonomia di 60 chilometri e funziona attraverso pannelli fotovoltaici e un piccolo motore ausiliario a scoppio. Seguì la realizzazione di Solaria: una scultura in acciaio inox, turbine, pannelli fotovoltaici, fibre ottiche e led che produce energia elettrica.
Nel 2009, proseguì il suo percorso con una serie di opere Cronache Mitologiche Digitali che rappresentano la vita di personaggi noti dalla politica all'industria rappresentati in veste di divinità con i loro pregi e difetti, vizi e virtù: le opere sono state esposte a Savona al Castello di Priamar e successivamente alla galleria Battaglia di Milano.
Eseguì per la prima volta la Trasmissione di un'opera attraverso il pensiero presso la Galleria Rizzuto di Palermo nel giugno 2012. L'artista dal 1980 produsse a Pantelleria l'opera da bere Panseca Passum deorum Divina Proportione in una tiratura di 3.000 bottiglie numerate e firmate ogni 10 anni.
Dal 2015 l'artista con una tecnica innovativa realizzò le opere fotocatalitiche che sono state presentate a giugno per la prima volta presso la Galleria Adalberto Catanzaro di Bagheria (Palermo) e successivamente al Museo di Palazzo Riso di Palermo. Si tratta di opere depuratori d'aria naturali attraverso applicazioni di nanotecnologie che con la luce, riducono gli inquinanti nell'aria, eliminano gli odori, e distruggono gli agenti patogeni dannosi, rendendo gli ambienti più igienici e confortevoli.